# Tipula (Lunatipula) zangherii
Tipula (Lunatipula) zangherii is een tweevleugelige uit de familie langpootmuggen (Tipulidae). De soort komt voor in het Palearctisch gebied.